# Польц, Билли
Уильям Эдвард «Билли» Польц (англ. William Edward "Billy" Paultz; род. 30 июля 1948, Ривер-Эдж, штат Нью-Джерси) — американский профессиональный баскетболист, один из лучших игроков Американской баскетбольной ассоциации, отыгравший шесть из девяти сезонов её существования, а также ещё девять сезонов в Национальной баскетбольной ассоциации. Чемпион АБА в сезоне 1973/1974 годов в составе команды «Нью-Йорк Нетс». Трижды принимал участие в матче всех звёзд АБА (1973, 1975, 1976). В 1997 году был включён в число тридцати лучших игроков, которые вошли в символическую сборную всех времён АБА.

## Ранние годы
Билли Польц родился 30 июля 1948 года в городе Ривер-Эдж (штат Нью-Джерси), а вырос немного севернее в городе Ораделл (штат Нью-Джерси), где учился в региональной школе Ривер-Делл, там он играл за местную баскетбольную команду.

## Студенческая карьера
После окончания школы Польц два года учился в университете Кэмерона, а затем посещал Университет Сент-Джонс, где в течение двух лет защищал цвета баскетбольной команды «Сент-Джонс Ред Сторм», в ней он провёл успешную карьеру под руководством знаменитого тренера, члена Зала славы баскетбола, Лу Карнезекки, набрав в итоге в 57 играх 683 очка (12,0 в среднем за игру) и 602 подбора (10,6). При Польце «Ред Сторм» ни разу не выигрывали ни регулярный чемпионат, ни турнир конференции Independent, впрочем один раз выходили в плей-офф студенческого чемпионата США (1969), где уступили на стадии 1/8 финала (англ. Sweet Sixteen) команде «Дэвидсон Уайлдкэтс» со счётом 69-79.

## Профессиональная карьера
Несмотря на то, что Билл Польц был одним из лучших игроков конференции Independent, которая была поставщиком достаточного числа баскетбольных талантов того времени, он был обделён большим вниманием со стороны команд Национальной баскетбольной ассоциации и на драфте НБА 1970 года был выбран всего лишь в седьмом раунде под общим 103-м номером клубом «Сан-Диего Рокетс», поэтому заключил соглашение с командой соперничающей с НБА Американской баскетбольной ассоциации «Вирджиния Сквайрз», которая тоже выбрала его на драфте АБА в том же году. Однако ещё задолго до старта регулярного сезона, 11 августа 1970 года, менеджмент «Оруженосцев» решил отказаться от его услуг и продал права на него за наличные и выбор на следующем драфте АБА в клуб «Нью-Йорк Нетс». Польц был довольно универсальным игроком, одинаково хорошо играющим как в атаке, так и в обороне, умело выбирал место на площадке, а если против него играли с сопротивлением, используя плотную опеку, то он просто взлетал над кольцом, кроме того он обладал смертоносным броском в прыжке с пологой траекторией. За свой высоченный рост, 211 см (6 футов и 11 дюймов), Билли получил прозвище «Громадина» (англ. The Whopper).
В своём дебютном сезоне Польц набирал в среднем за игру по 14,7 очка, 11,3 подбора и 1,9 передачи, а его команда вышла в плей-офф турнира, где проиграла уже в первом раунде. В следующем сезоне Польц в составе «Нью-Йорка» играл в финальной серии турнира. «Нетс» в первом раунде обыграли клуб «Кентукки Колонелс» со счётом 4-2, а затем в полуфинале с трудом прошли команду «Вирджиния Сквайрз», выиграв у неё со счётом 4-3, а уже в финале в шестом матче серии до четырёх побед проиграли клубу «Индиана Пэйсерс» со счётом 2-4, а сам Польц по его итогам стал вторым по результативности игроком своей команды, набрав в шести играх 116 очков (по 19,3 в среднем за игру). В сезоне 1973/1974 годов Билли Польц в составе «Нетс» завоевал чемпионский титул АБА. «Сети» легко прошлись по сетке плей-офф, последовательно обыграв команды «Вирджиния Сквайрз» со счётом 4-1, «Кентукки Колонелс» - со счётом 4-0 и «Юта Старз» - со счётом 4-1, а сам Польц по итогам финала стал третьим по результативности игроком своей команды, набрав в пяти матчах 74 очка (по 14,8 в среднем за игру).
Кроме того Польц последние четыре года в истории ассоциации по итогам голосования выбирался на матч всех звёзд АБА, однако в 1974 году не смог принять в нём участие по причине травмы, полученной за неделю до его начала, 23 января, в проигранном матче против «Оруженосцев» (110-118). Свой последний чемпионат в АБА он провёл уже в составе клуба «Сан-Антонио Спёрс», который в полуфинале в семиматчевом марафоне уступил своей бывшей команде и будущему победителю турнира «Нью-Йорк Нетс», а сам Билли стал по его итогам лидером регулярного чемпионата по блок-шотам.
После слияния АБА с НБА Польц решил попробовать свои силы в сильнейшей лиге планеты, продолжив выступать в составе «Сан-Антонио Спёрс», одной из четырёх команд, перешедших в НБА, в которой провёл ещё три сезона, дойдя до финала Восточной конференции в сезоне 1978/1979 годов, где со счётом 3-4 проиграла клубу «Вашингтон Буллетс». В сезоне 1980/1981 годов в составе клуба «Хьюстон Рокетс», будучи одноклубником Мозеса Мэлоуна, он играл в финале НБА, где «Хьюстон» в шести матчах уступил команде «Бостон Селтикс». В конце своей спортивной карьеры на условиях ветеранского минимума он успел поиграть в «Атланта Хокс» и «Юта Джаз», после чего повесил кроссовки на гвоздь.
В 1997 году, по случаю 30-й годовщины со дня основания АБА, Билли Польц был включён в символическую сборную лучших игроков ассоциации.

## Статистика

### Статистика в НБА
| Сезон                                                                                    | Команда     | Регулярный сезон | Регулярный сезон | Регулярный сезон | Регулярный сезон | Регулярный сезон | Регулярный сезон | Регулярный сезон | Регулярный сезон | Регулярный сезон | Регулярный сезон | Регулярный сезон | Серия плей-офф | Серия плей-офф | Серия плей-офф | Серия плей-офф | Серия плей-офф | Серия плей-офф | Серия плей-офф | Серия плей-офф | Серия плей-офф | Серия плей-офф | Серия плей-офф |
| Сезон                                                                                    | Команда     | GP               | GS               | MPG              | FG%              | 3P%              | FT%              | RPG              | APG              | SPG              | BPG              | PPG              | GP             | GS             | MPG            | FG%            | 3P%            | FT%            | RPG            | APG            | SPG            | BPG            | PPG            |
| ---------------------------------------------------------------------------------------- | ----------- | ---------------- | ---------------- | ---------------- | ---------------- | ---------------- | ---------------- | ---------------- | ---------------- | ---------------- | ---------------- | ---------------- | -------------- | -------------- | -------------- | -------------- | -------------- | -------------- | -------------- | -------------- | -------------- | -------------- | -------------- |
| 1976/77                                                                                  | Сан-Антонио | 82               |                  | 32,9             | 47,3             |                  | 74,4             | 8,4              | 2,7              | 0,7              | 2,1              | 15,6             | 2              |                | 37,0           | 50,0           |                | 76,9           | 8,5            | 2,5            | 1,0            | 0,5            | 17,0           |
| 1977/78                                                                                  | Сан-Антонио | 80               |                  | 31,0             | 52,9             |                  | 75,2             | 8,4              | 2,7              | 0,5              | 2,4              | 15,8             | 6              |                | 31,8           | 46,0           |                | 64,7           | 6,8            | 2,3            | 0,8            | 0,8            | 11,5           |
| 1978/79                                                                                  | Сан-Антонио | 79               |                  | 26,9             | 52,6             |                  | 58,8             | 7,9              | 2,3              | 0,4              | 1,6              | 11,5             | 13             |                | 23,0           | 37,5           |                | 66,7           | 7,5            | 2,3            | 0,3            | 1,0            | 6,3            |
| 1979/80                                                                                  | Сан-Антонио | 47               |                  | 25,8             | 49,6             | 0,0              | 66,0             | 6,8              | 2,5              | 1,0              | 1,0              | 9,4              | Не участвовал  | Не участвовал  | Не участвовал  | Не участвовал  | Не участвовал  | Не участвовал  | Не участвовал  | Не участвовал  | Не участвовал  | Не участвовал  | Не участвовал  |
| 1979/80                                                                                  | Хьюстон     | 37               |                  | 26,5             | 47,3             | -                | 52,4             | 7,2              | 1,9              | 0,6              | 1,1              | 8,6              | 7              |                | 18,3           | 32,5           | -              | 57,1           | 4,7            | 1,1            | 0,1            | 0,4            | 4,3            |
| 1980/81                                                                                  | Хьюстон     | 81               |                  | 20,5             | 50,7             | 0,0              | 49,0             | 4,8              | 1,3              | 0,3              | 0,9              | 7,4              | 21             |                | 34,3           | 45,1           | 0,0            | 66,7           | 7,0            | 1,7            | 0,6            | 1,3            | 12,1           |
| 1981/82                                                                                  | Хьюстон     | 65               | 3                | 12,4             | 39,4             | -                | 52,3             | 2,8              | 0,6              | 0,2              | 0,3              | 3,3              | 3              | 0              | 11,3           | 33,3           | -              | 33,3           | 1,3            | 0,3            | 0,0            | 0,7            | 2,3            |
| 1982/83                                                                                  | Хьюстон     | 57               | 0                | 12,2             | 44,5             | -                | 45,6             | 2,9              | 1,0              | 0,2              | 0,2              | 3,6              | Не участвовал  | Не участвовал  | Не участвовал  | Не участвовал  | Не участвовал  | Не участвовал  | Не участвовал  | Не участвовал  | Не участвовал  | Не участвовал  | Не участвовал  |
| 1982/83                                                                                  | Сан-Антонио | 7                | 0                | 17,9             | 44,4             | -                | 50,0             | 4,7              | 0,6              | 0,7              | 0,9              | 3,6              | 11             | 0              | 12,1           | 40,6           | -              | 100,0          | 2,9            | 1,0            | 0,4            | 0,2            | 2,7            |
| 1983/84                                                                                  | Атланта     | 40               | 4                | 12,2             | 40,9             | -                | 51,5             | 2,8              | 0,5              | 0,2              | 0,2              | 2,2              | 2              | 0              | 3,5            | 33,3           | -              | -              | 0,0            | 0,0            | 0,0            | 0,0            | 1,0            |
| 1984/85                                                                                  | Юта         | 62               | 0                | 6,0              | 36,8             | -                | 64,3             | 1,5              | 0,3              | 0,1              | 0,2              | 1,3              | 5              | 0              | 6,0            | 37,5           | -              | 25,0           | 1,6            | 0,4            | 0,2            | 0,2            | 1,4            |
|                                                                                          | Всего       | 637              | 7                | 21,4             | 49,1             | 0,0              | 64,3             | 5,6              | 1,6              | 0,4              | 1,1              | 8,5              | 70             | 0              | 23,1           | 42,6           | 0,0            | 65,9           | 5,4            | 1,5            | 0,4            | 0,8            | 7,4            |
| Наведите курсор мыши на аббревиатуры в заголовке таблицы, чтобы прочесть их расшифровку. |             |                  |                  |                  |                  |                  |                  |                  |                  |                  |                  |                  |                |                |                |                |                |                |                |                |                |                |                |